# Reimo Sepp
Reimo Sepp (* 23. Februar 2000) ist ein estnischer Leichtathlet, der sich auf den Sprint und den Hürdenlauf spezialisiert hat.

## Sportliche Laufbahn
Erste internationale Erfahrungen sammelte Reimo Sepp im Jahr 2023, als er bei der 2. Liga der Team-Europameisterschaft im Rahmen der Europaspiele in Chorzów in 39,68 s Erster im B-Lauf in der 4-mal-100-Meter-Staffel. 2025 wurde er bei der 2. Liga der Team-Europameisterschaft in Maribor in 40,22 s Achter im B-Lauf über 4-mal 100 Meter, ehe er bei den World University Games in Bochum mit 11,10 s in der ersten Runde über 100 Meter ausschied.
2023 wurde Sepp estnischer Hallenmeister im 200-Meter-Lauf.

## Persönliche Bestleistungen
- 100 Meter: 10,60 (+1,9 m/s), 16. Juni 2023 in Jöhvi
  - 60 Meter (Halle): 7,04 s, 26. Dezember 2022 in Pärnu
- 200 Meter: 21,36 s (+1,7 m/s), 17. Juli 2022 in Malmö
  - 200 Meter (Halle): 21,80 s, 19. Februar 2023 in Tallinn